# Ilex harmandiana
Ilex harmandiana är en järneksväxtart som beskrevs av Jean Baptiste Louis Pierre. Ilex harmandiana ingår i släktet järnekar, och familjen järneksväxter. Inga underarter finns listade i Catalogue of Life.